# Cimitirul Dumbrava din Buzău
Cimitirul Dumbrava din Buzău, cel mai vechi din municipiu, este, prin monumentele sale funerare notabile, un veritabil muzeu în aer liber.

## Istoric
Cimitirul Dumbrava a fost fondat prin Hotărârea Primăriei municipiului Buzău din anul 1871. În prezent acest așezământ este funcțional și este un obiectiv istoric. El deține numeroase lucrări de artă, sculpturi și monumente funerare cu valoare artistică și arhitecturală deosebită. O dată cu amenajarea Aleii Constantin Brâncuși, 19 februarie 2020, municipalitatea își propune ample lucrări de restaurare și reabilitare.

## Monumente din cimitir

### Ansamblul funerar Rugăciune sau Monumentul funerar Petre Stănescu

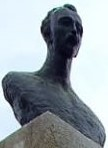
Bustul lui Petre Stănescu.

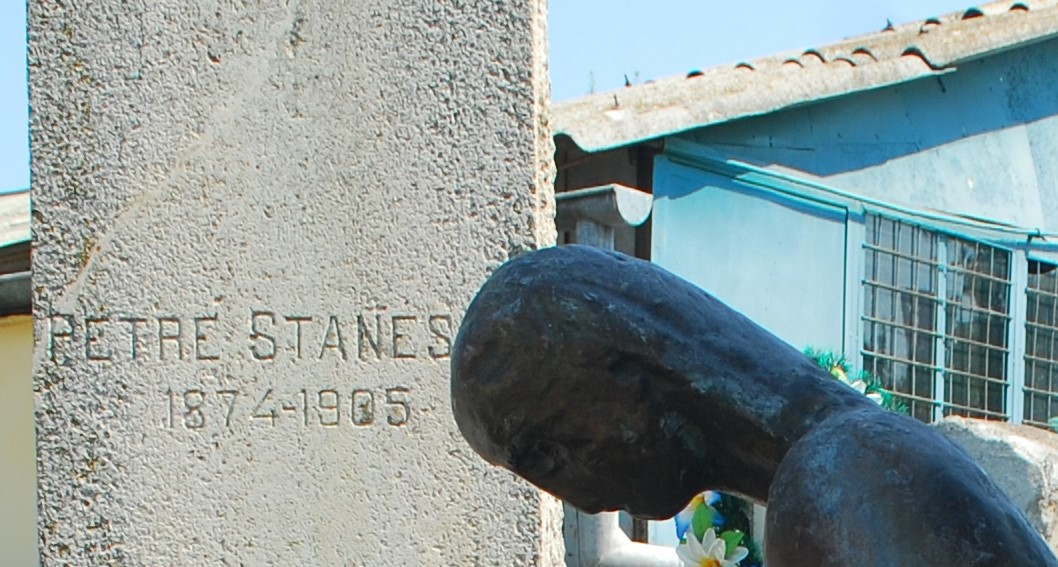
Inscripția originală de pe soclul Bustului Petre Stănescu.

Cel mai cunoscut monument din cimitir este Ansamblul funerar Rugăciune sau Monumentul funerar Petre Stănescu realizat de Constantin Brâncuși.
Mormântul se află pe Aleea Constantin Brâncuși.

### Monumentul funerar Familia Nicolae Seceleanu

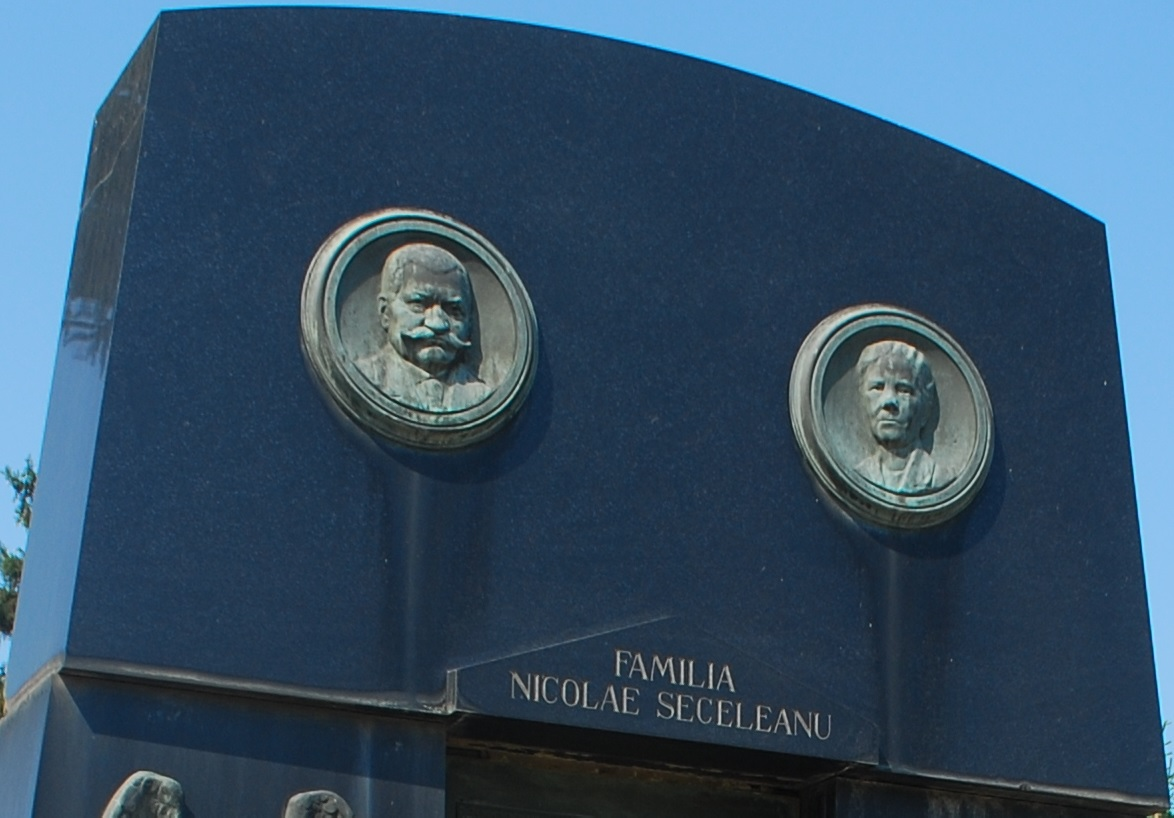
Frontispiciul Monumentului funerar Familia Nicolae Seceleanu.

Monumentul funerar Familia Nicolae Seceleanu datează din 1911 și constă dintr-un cavou de marmură neagră.
Mormântul, în care se odihnește și Eliza Stănescu (Seceleanu), se află pe Aleea Constantin Brâncuși, aproximativ o sută de metri înnainte de Monumentul funerar Petre Stănescu realizat de Constantin Brâncuși.

### Monumentul funerar Stan Săraru

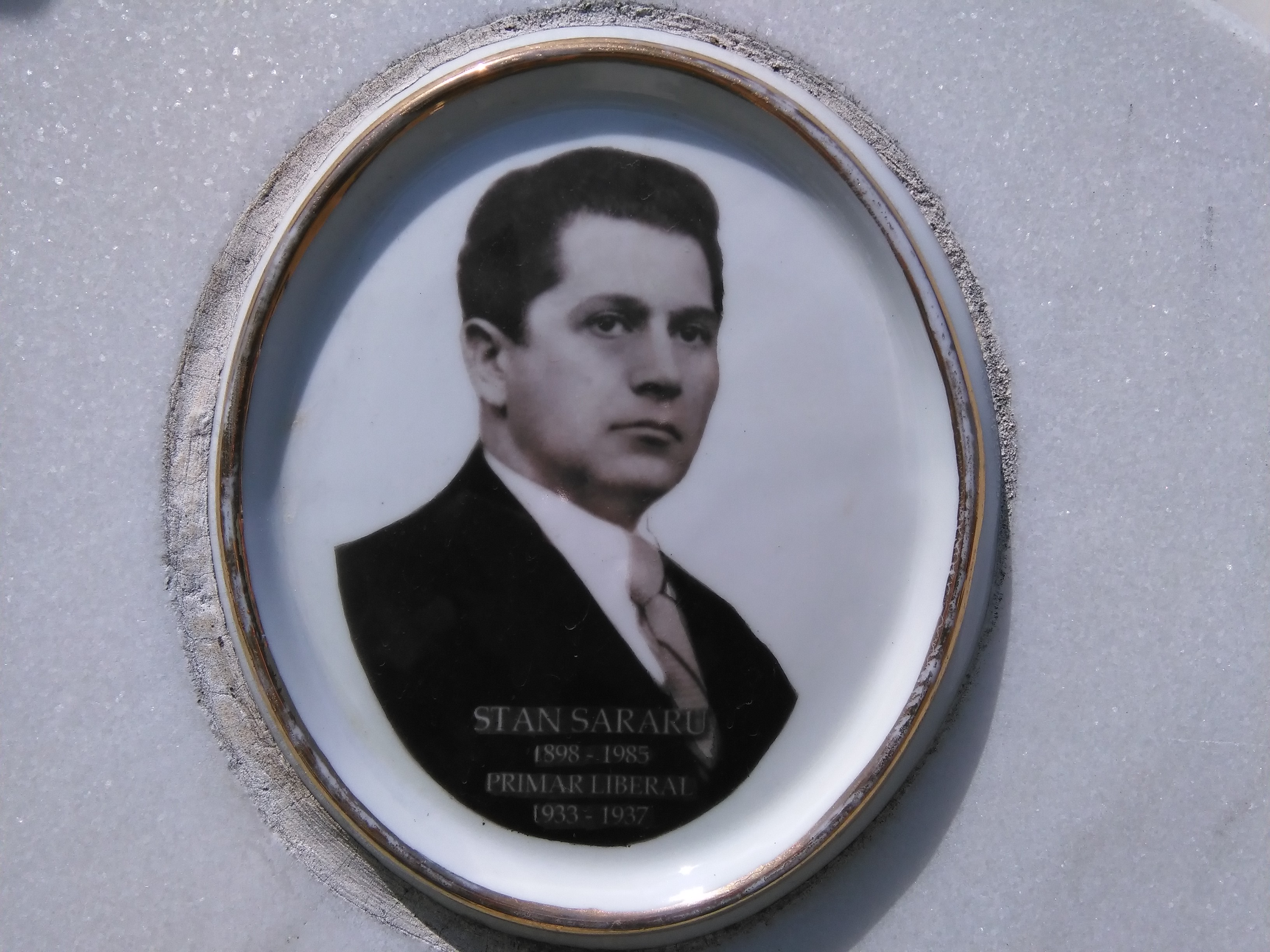
Portretul lui Stan Săraru de pe monumentul său funerar.

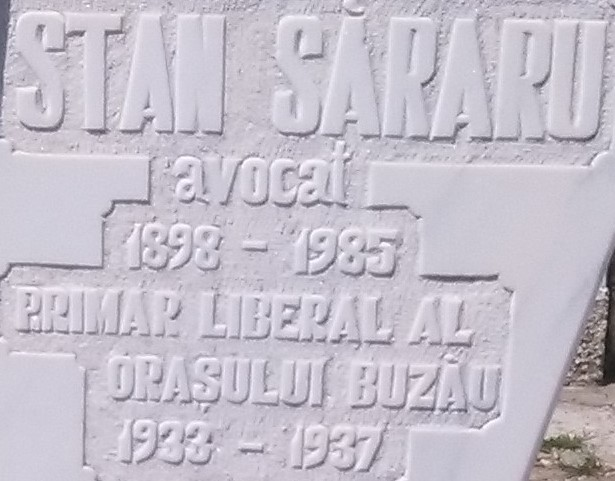
Inscripția de pe monumentul funerar Stan Săraru.

Stan Săraru a fost unul dintre primarii municipiului Buzău. A decedat și a fost înmormântat inițial în București. După Revoluția Română din 1989, prin intervenția fiicei sale, Simona Holder (Săraru), și cu sprijinul autorităților locale, urna cu cenușă a fost adusă la Buzău și îngropată în Cimitirul Dumbrava. Acolo i s-a ridicat un monument funerar.
Mormântul se află pe aleea principală, la intrare, pe stânga, înnainte de capelă.